# Biełoziorki (rejon krasnojarski)
Biełoziorki (ros. Белозёрки) – wieś (sieło) w Rosji, w obwodzie samarskim, w rejonie krasnojarskim. W 2021 liczyła 2027 mieszkańców.